# 让-保罗·杜波瓦
让·保罗·杜波瓦（Jean-Paul Dubois，1950 年生于法国上加龙省图卢兹）是一名法国记者和作家 。 
杜波瓦是《新观察家》的记者。他的小说《法国生活》（Une vie française）出版于 2004 年，获得了当年的费米娜奖。2019 年，杜波瓦以小说《不是所有人都以相同的方式居住在这个世界》（Tous les hommes n'habitent pas le monde de la même façon ）荣获龚古尔小说奖。该书选用囚犯的视角来回顾人生。评审团将杜波瓦与两位获得一致好评的作家约翰·欧文和威廉·博伊德进行了比较。